# Deeper the Wound
Deeper the Wound es un álbum split de la banda estadounidense Converge y la japonesa Hellchild. Fue lanzado el 23 de abril de 2001 en Estados Unidos, a través de Deathwish Inc. Deeper the Wound fue también el primer álbum lanzado a través de Deathwish. Más tarde, fue lanzado por Bastardize Records en Japón en 2006. El álbum incluye una nueva canción de cada artista, una canción versionada de cada artista y versiones en vivo de canciones lanzadas anteriormente. La nueva canción «Thaw» se lanzó más tarde en el álbum de 2001 de Converge, Jane Doe.

## Lista de canciones
| Converge |                                 |          |  |
| N.º      | Título                          | Duración |  |
| 1.       | «Thaw»                          | 4:18     |  |
| 2.       | «Clean» (Cover de Depeche Mode) | 6:03     |  |
| 3.       | «Conduit» (En vivo)             | 3:50     |  |
| 4.       | «Shallow Breathing» (En vivo)   | 0:57     |  |
| 5.       | «Locust Reign» (En vivo)        | 1:32     |  |

| Hellchild |                                                          |          |  |
| N.º       | Título                                                   | Duración |  |
| 6.        | «1»                                                      | 4:22     |  |
| 7.        | «Insurrection of the Living Damned» (Cover de Bulldozer) | 6:37     |  |
| 8.        | «In This Freezing Night» (En vivo)                       | 4:18     |  |
| 9.        | «Without Any Answers» (En vivo)                          | 3:08     |  |

## Personal
| Producción - Kurt Ballou: producción, ingeniería - Jacob Bannon: producción - Hellchild: producción Ilustraciones y diseño - Jacob Bannon: dirección de arte, diseño - Derek Hess: ilustraciones, portada/arte interior - Florian Bertmer: ilustraciones, arte interior |